# Fontana della Sirena

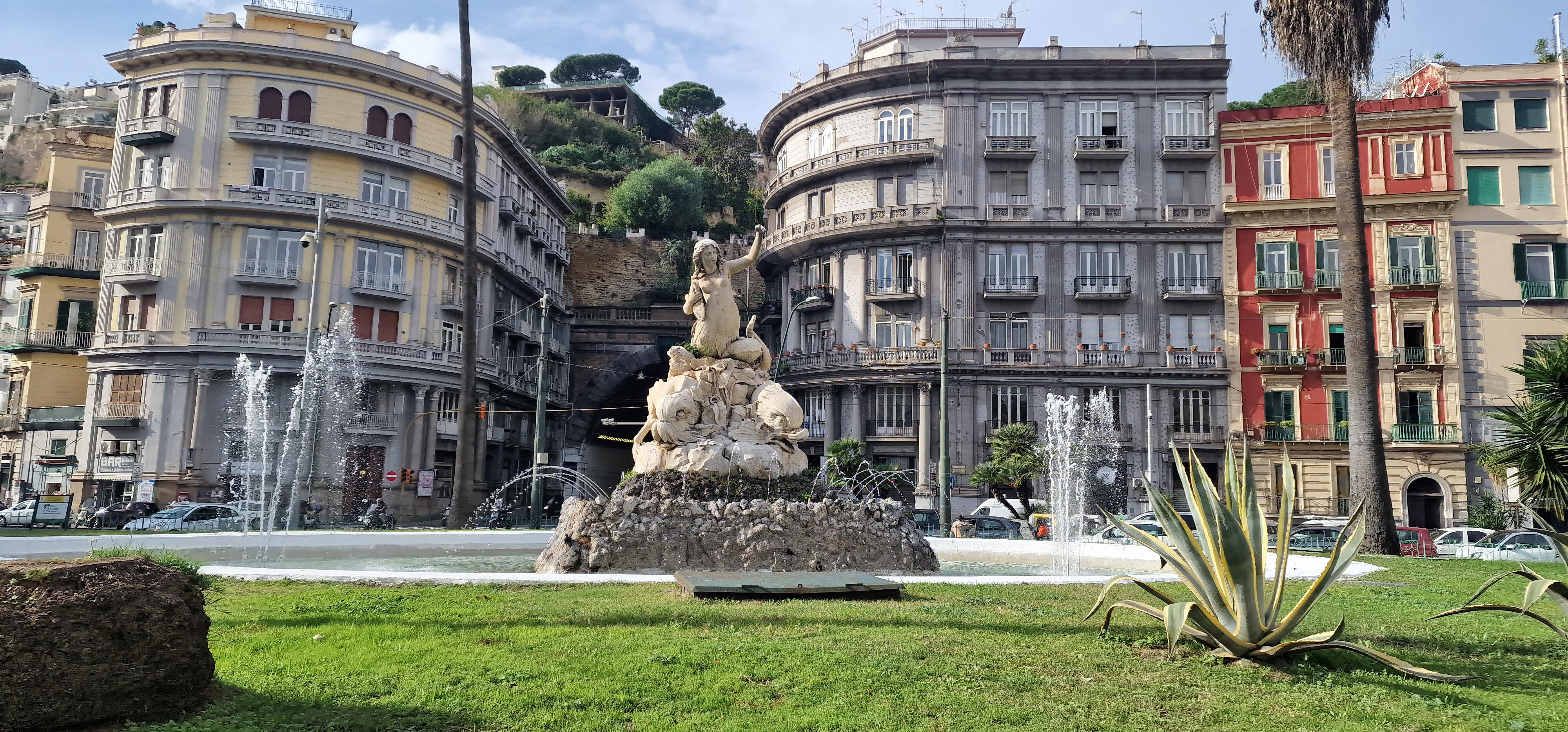
La fontana

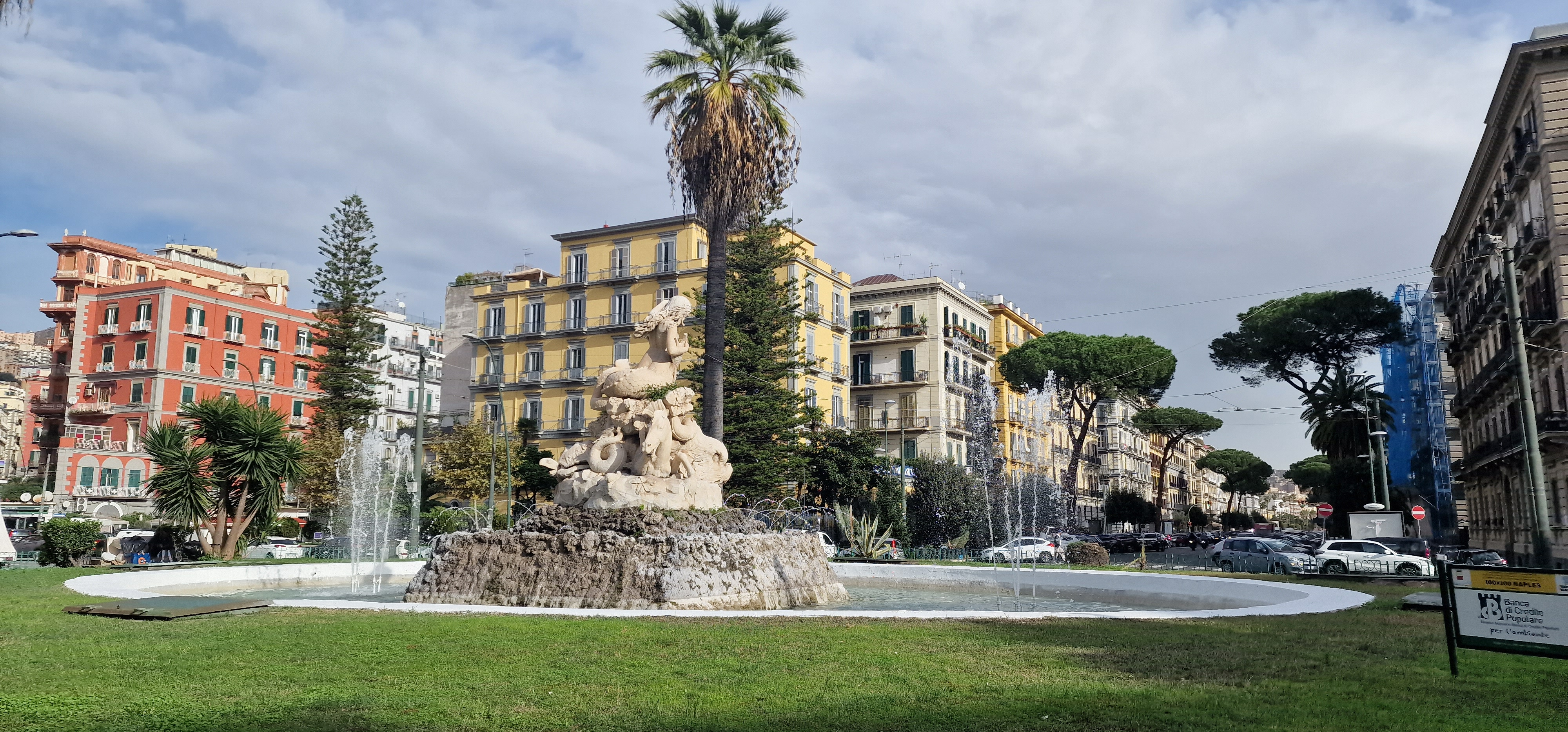
La fontana al centro di piazza Sannazaro

La fontana della Sirena è una fontana di Napoli ubicata nella zona di Mergellina.

## Storia
Fu eretta dallo scultore Onofrio Buccino, con la collaborazione di un giovanissimo Francesco Jerace, nel 1869 per ornare i giardini della stazione ferroviaria, ma nel 1924 fu spostata in piazza Sannazaro.

## Descrizione
La fontana è un gruppo marmoreo composto da un'ampia vasca ellittica nel cui centro si erge lo "scoglio", sul quale poggiano quattro animali simbolo di tradizioni iniziatiche: un cavallo, un leone, un delfino e una tartaruga, oltre ad alcuni elementi floreali (probabilmente piante acquatiche).
Su questo gruppo sovrasta la Sirena (gran parte della cultura napoletana e della penisola sorrentina è legata alle leggende di sirene) Partenope (ovvero la città di Napoli), che stringe una lira con il braccio destro, mentre il braccio sinistro è puntato verso l'alto. La sirena ha la coda avvolta intorno ai fianchi.
La figura della sirena Partenope ricorre anche nella fontana della Spinacorona (detta "delle zizze" ed ascritta al secolo XVI), raffigurata nell'atto di premere i seni per estinguere con il latte le fiamme del Vesuvio.

## Galleria d'immagini

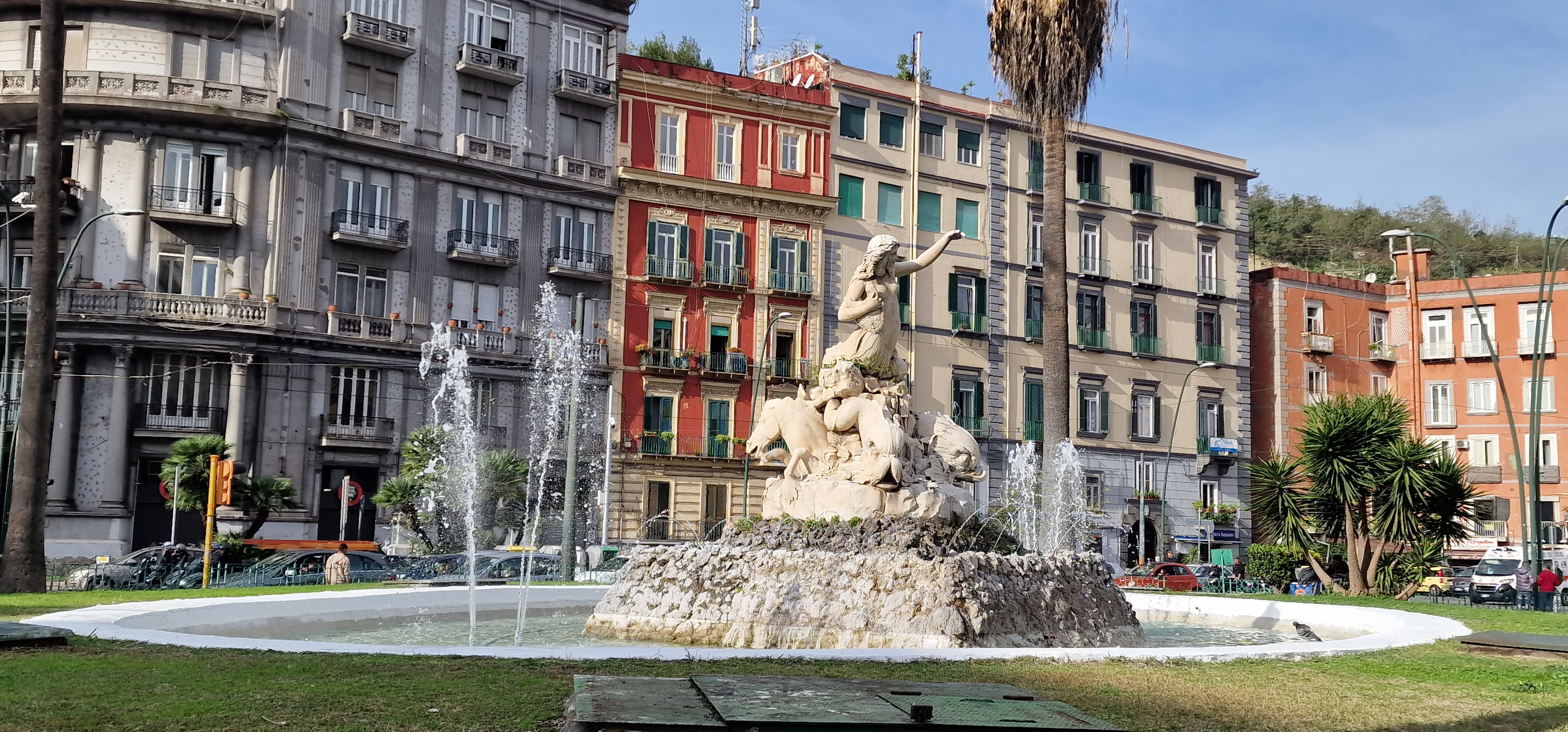
Particolare
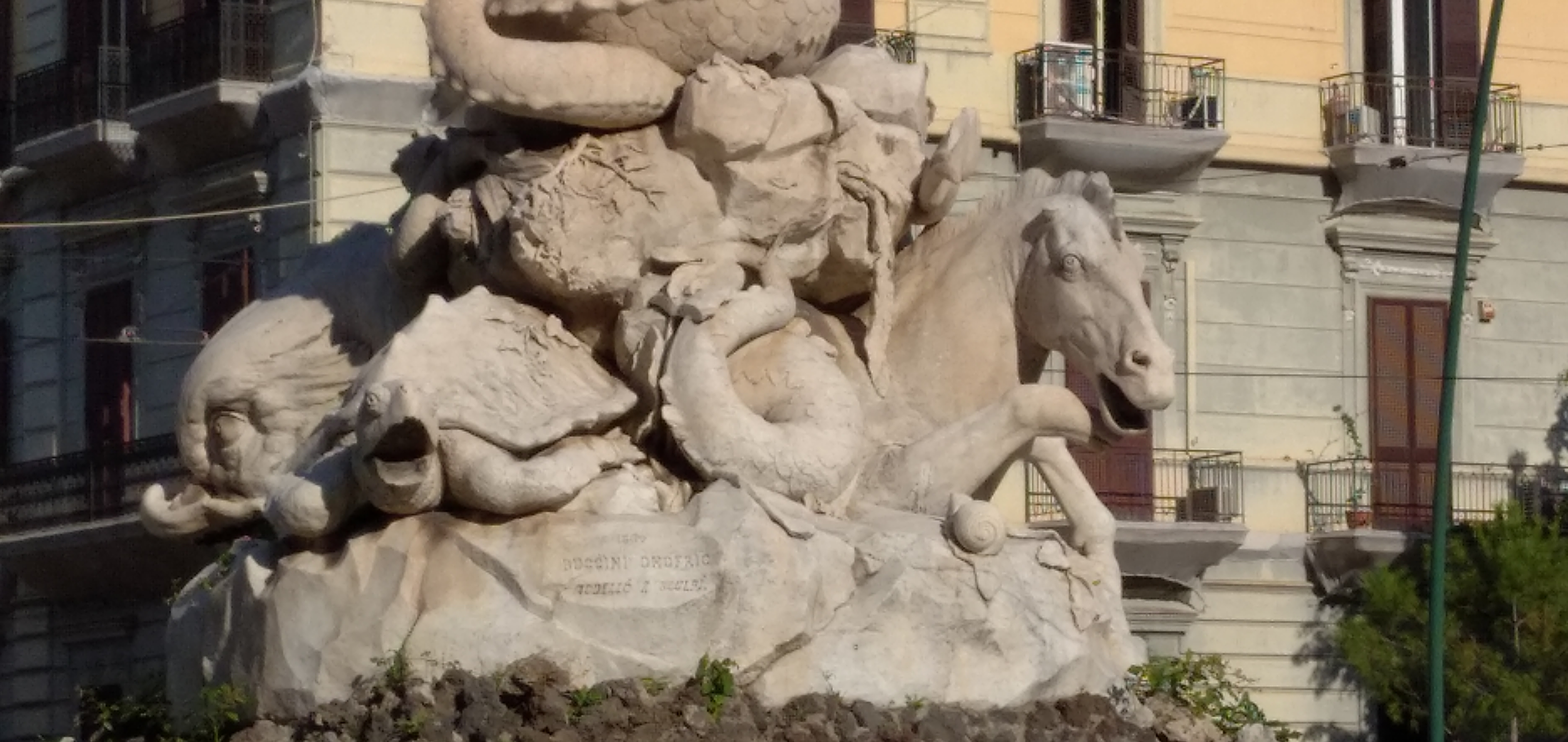
Retro della fontana: particolare della tartaruga e del cavallo marino
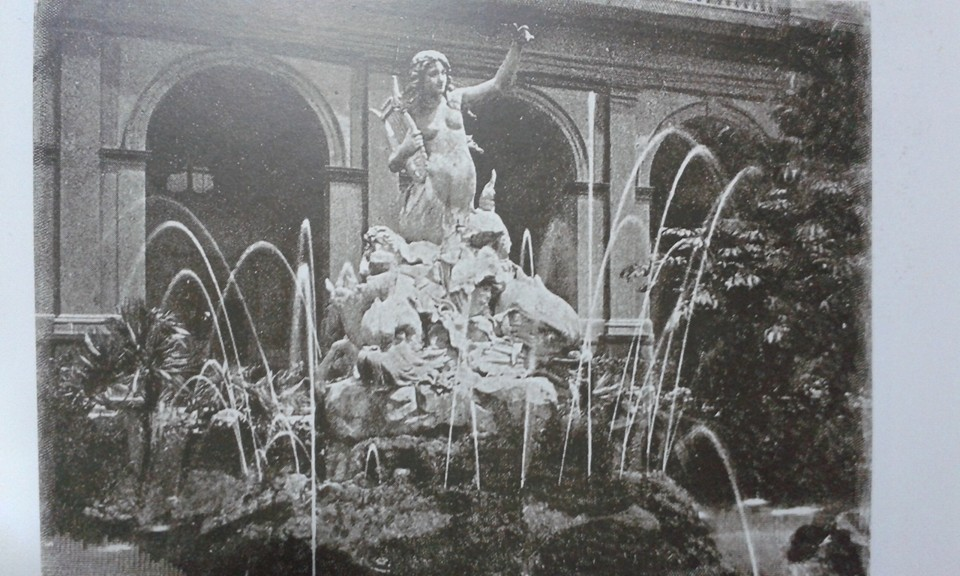
Fontana della Sirena nei giardini antistanti la vecchia Stazione Centrale